# Eleanor Audley
Eleanor Audley (Nova Iorque, 19 de novembro de 1905 — North Hollywood, 25 de novembro de 1991) foi uma atriz e dubladora norte-americana. Seus principais trabalhos incluem Eunice Douglas na sitcom Green Acres (1965-1969), também dublou várias animações da Disney, entre elas as vilãs Maleficent de A Bela Adormecida (1959) e Lady Tremaine em Cinderela (1950).